# ユリエ
ユリエ（1981年11月19日 - ）は、日本の女性ファッションモデル。所属事務所はFLOS。福岡県出身。父親が日本人で母親がメキシコ人のハーフ。

## 人物
- 趣味は読書。特技はスペイン語。なお、2006年にNHK教育テレビジョン「スペイン語会話」に出演し、最後まで生き残った。それが元で今でも勉強しており、2008年4月から半年以上メキシコに留学していた。
- 雑誌『ViVi』の元専属モデル。
- アロマセラピー検定1級。
- グリーンバードの清掃活動に参加したり、ゴミを減らす運動などエコ活動に積極的である。
- 福岡県出身のため博多弁を使うことが多い。

## 主な出演

### テレビ
- スペイン語会話（NHK教育、2006年）レギュラー

### 雑誌
- ViVi
- MORE
- 美的
- 美人百花
- with
- CUTiE
- Soup.
- smart
- non-no
- S Cawaii!

### 広告
- ファンケル化粧品
- 丸井
- 髙島屋
- 花王「ケープ」
- HAIR DIMENSION